# Myans
Myans is een gemeente in het Franse departement Savoie (regio Auvergne-Rhône-Alpes). De plaats maakt deel uit van het arrondissement Chambéry. Myans telde op 1 januari 2022 1.294 inwoners.

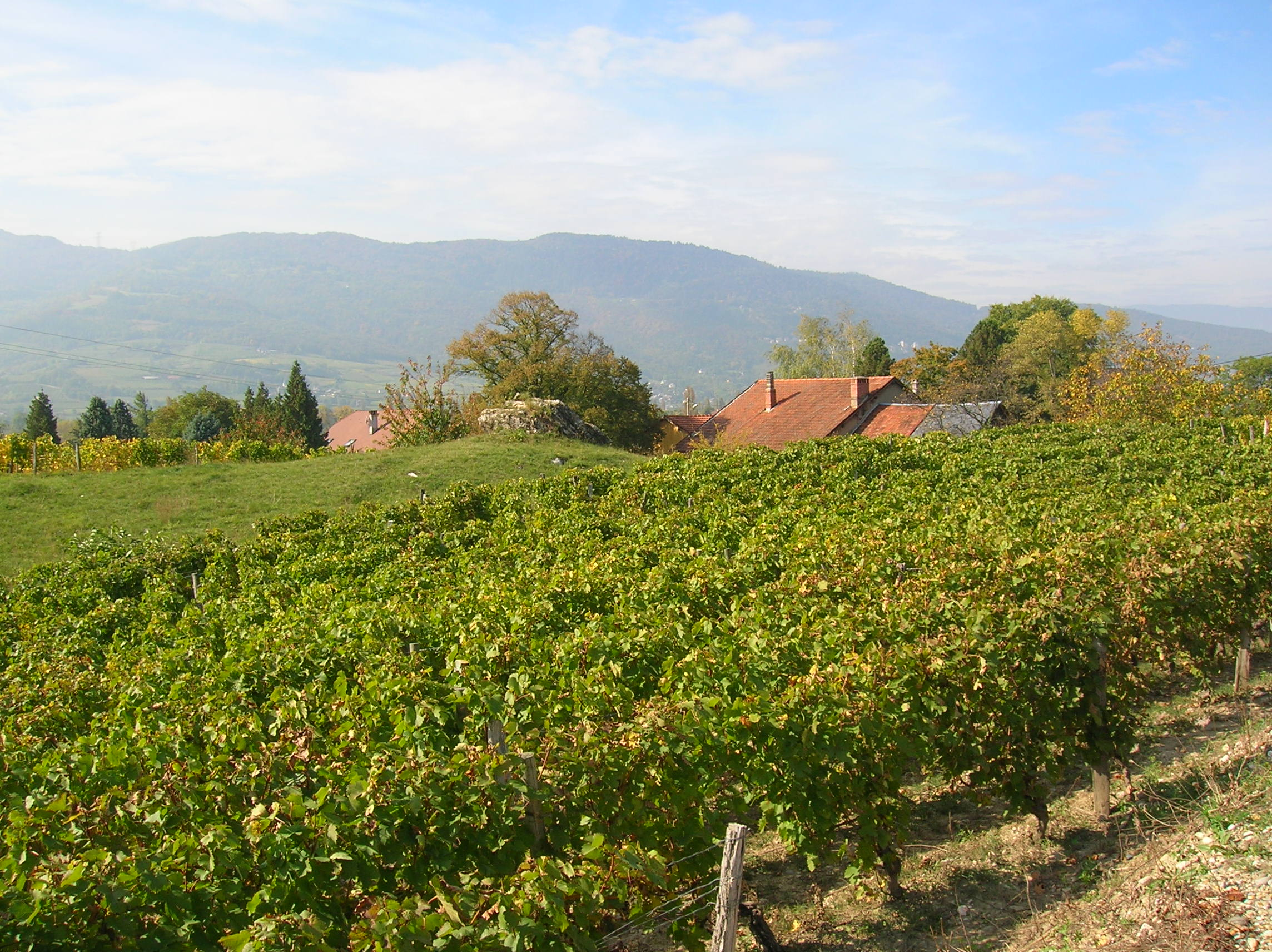
Wijngaarden van Myans

## Geografie
De oppervlakte van Myans bedroeg op 1 januari 2022 3,58 vierkante kilometer; de bevolkingsdichtheid was toen 361,5 inwoners per km². De gemeente ligt ten noorden van het massief van de Chartreuse, in de schaduw van de Granier. Bij de bergstorting van 1248 werd een deel van het dorp verwoest. De bergstorting stopte precies voor een kapel, toegewijd aan Maria. Twee eeuwen later is die kapel uitgebreid tot "Sanctuaire de Notre-Dame de Myans".

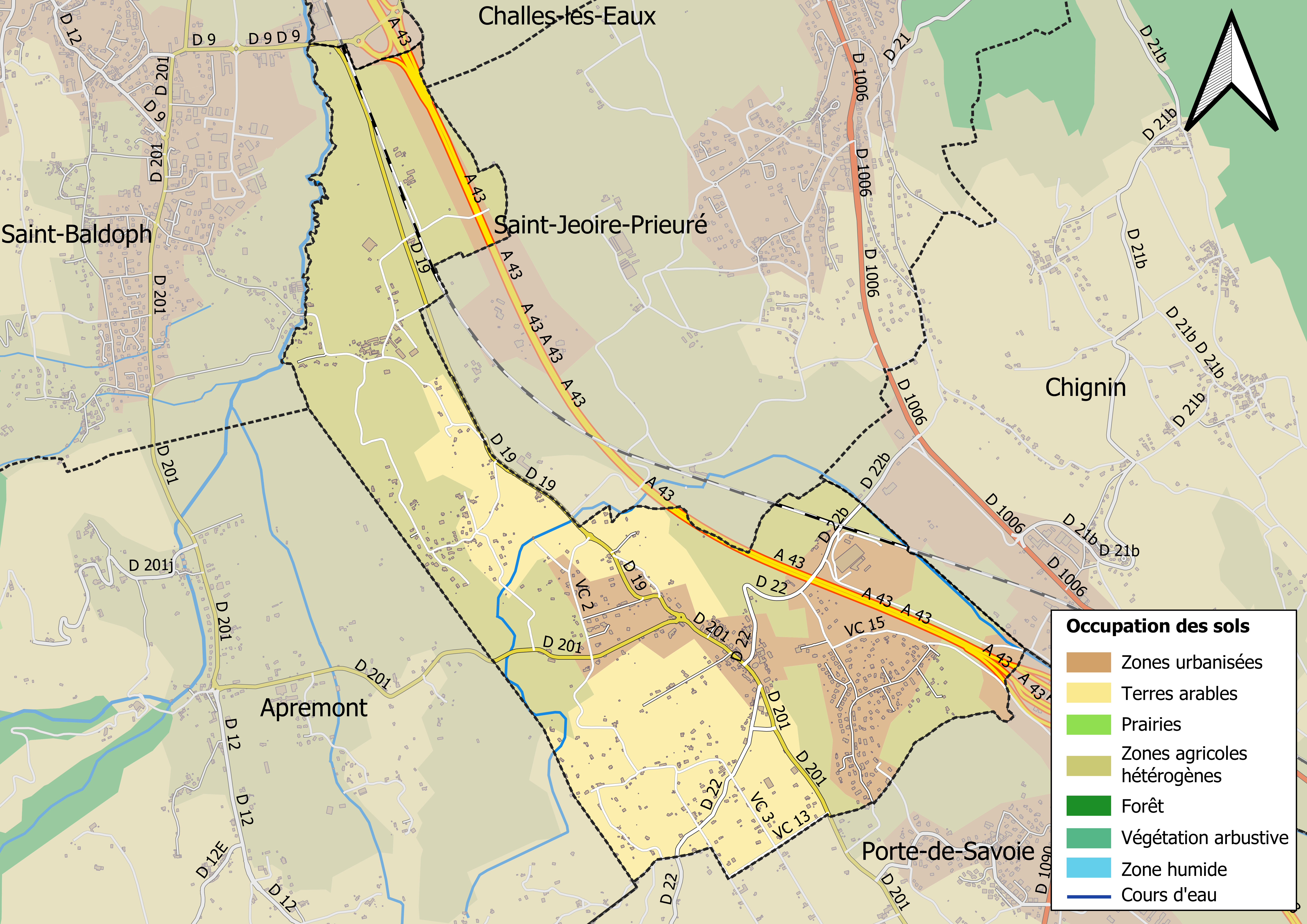
Kaart van de gemeente met de belangrijkste infrastructuur, bodemgebruik en omliggende gemeenten

## Demografie
Onderstaande figuur toont het verloop van het inwonertal (bron: INSEE-tellingen).